# Afganistán en los Juegos Olímpicos de Tokio 1964
Afganistán estuvo representado en los Juegos Olímpicos de Tokio 1964 por un total de 8 deportistas masculinos que compitieron en lucha olímpica.
El equipo olímpico afgano no obtuvo ninguna medalla en estos Juegos.